# Hans-Ulrich Rudel
Hans-Ulrich Rudel, född 2 juli 1916 i Konradswaldau, Schlesien, död 18 december 1982 i Rosenheim, var en tysk flygvapenofficer under andra världskriget och efter kriget nynazistisk aktivist i Sydamerika och Västtyskland. Rudel flög under kriget 2 530 uppdrag och förstörde 2 000 fiendemål.

## Biografi
Rudel blev officersaspirant i Luftwaffe i augusti 1936.
Vid andra världskrigets slut var Rudel överste. Han var då chef för Schlachtgeschwader (attackeskader) 2 "Immelmann". I december 1944 erhöll han som ende mottagare Riddarkorset av Järnkorset med gyllene eklöv, svärd och diamanter. Han blev den flygare som tilldelades flest medaljer i Luftwaffe under kriget.
Rudel skall med sin Ju 87 Stuka  G ha förstört 519 sovjetiska stridsvagnar och sänkt det sovjetiska slagskeppet Marat. Han blev nedskjuten hela 32 gånger.
På en fråga om hur han klarat så många nerskjutningar, de flesta bakom fiendens linjer svarade Rudel, -Jag var i god form, hade alltid med mig ett extra smörgåspaket, en plunta med konjak samt en 6,35 pistol. Men, frågade intervjuaren, en västfickspistol är väl inget bra vapen? Rudel log och tillade, det dröjde aldrig lång tid tills jag hade ett bra gevär, sen var det bara att promenera hem.

### Efterkrigstiden
Efter en elva månader lång amerikansk krigsfångenskap tog sig Rudel först till Italien och därefter till Argentina 1948, där han kom att bli god vän till Juan Perón. Vänskapen ledde till att Rudel fick arbeta med uppbyggandet av Argentinas flygvapen. När Perón störtades 1955 flyttade Rudel till Paraguay. Han var en av centralgestalterna i den tyska kolonin som byggdes upp i Sydamerika efter kriget. Genom Willem Sassen, som hade tjänstgjort i Waffen-SS, blev Rudel bekant med Josef Mengele i exilen.
Rudel var under hela sitt liv sport- och tävlingsinriktad. Efter kriget deltog han, trots ett amputerat ben, i skid-, tennis- och simtävlingar. Han gjorde 1953 en expedition till den 6 739 meter höga Llullaillaco på gränsen mellan Chile och Argentina. Det är världens näst högsta aktiva vulkan. 
Från 1950 var Rudel aktiv i tyska nynazistiska organisationer och var 1953 toppkandidat i riksdagsvalet för det högerradikala Deutsche Reichspartei (DRP). I sin självbiografi uttryckte han även djup beundran för Adolf Hitler. Detta blev kontroversiellt när han besökte Aufklärungsgeschwader 51 Immelmann vid en av Luftwaffes flygbaser i Hartheim am Rhein 1976, och ledde till att två generaler som försvarade besöket blev avskedade.

## Utmärkelser
- Järnkorset av andra klassen: 10 november 1939
- Järnkorset av första klassen: 18 juli 1941
- Frontflygarspännet i guld
- Luftwaffes hederspokal: 20 oktober 1941
- Såradmärket i guld
- Pilot- och observatörsmärket i guld med diamanter
- Tyska korset i guld: 2 december 1941
- Riddarkorset av Järnkorset med gyllene eklöv, svärd och diamanter
  - Riddarkorset: 6 januari 1942
  - Eklöv: 14 april 1943
  - Svärd: 25 november 1943
  - Diamanter: 29 mars 1944
  - Gyllene eklöv: 29 december 1944
- Ungerska tapperhetsmedaljen: 14 januari 1945
- Italienska tapperhetsmedaljen i silver
- Omnämnd i Wehrmachtbericht fem gånger